# Jitsi
Jitsi är en samling av fria datorprogram med öppen källkod, utvecklade för IP-telefoni, videokonferenser och snabbmeddelanden. Första versionen lanserades 2003.

## Uveckling
Jitsi-plattformen har utvecklats för ett antal olika operativsystem, inklusive Linux, Mac OS, Microsoft Windows, Android och IOS. Första versionen sjösattes 2003, och då som Jitsi Desktop (tidigare med SIP Communicator som arbetsnamn).
I början av 2010-talet byttes fokus mot Jitsi Videobridge, för att kunna möjliggöra videokonferenser via en webbläsare och med hjälp av det standardiserade WebRTC-gränssnittet. Därefter utvecklades Jitsi Meet, en komplett plattform för videomöten, tillgänglig via webbläsare, Android- och IOS-klienter.
Inom projektet har man också lanserat meet.jit.si, en värdplattform för videokonferenser. Andra relaterade projekt inkluderar Jigasi, lib-jitsi-meet, och Jidesha.
Jitsi-projektet har fått stöd från ett antal olika institutioner, bland dem NLnet-stiftelsen, Strasbourgs universitet och regionen Alsace.